# Liste der denkmalgeschützten Objekte in Grünau im Almtal
Die Liste der denkmalgeschützten Objekte in Grünau im Almtal enthält die 7 denkmalgeschützten, unbeweglichen Objekte der Gemeinde Grünau im Almtal im oberösterreichischen Bezirk Gmunden.

## Denkmäler
| Foto |                 | Denkmal                                                                                         | Standort                                     | Beschreibung | Metadaten |
| ---- | --------------- | ----------------------------------------------------------------------------------------------- | -------------------------------------------- | --- | --- |
| ja   | Datei hochladen | Hofkapelle HERIS-ID: 90077 Objekt-ID: 104753                                                    | bei Almsee 6 Standort KG: Grünau             | Die Almseekapelle wurde vom Stift Kremsmünster errichtet und steht am Südufer des Almsees. | BDA-Hist.: Q37744803 Status: § 2a Stand der BDA-Liste: 2025-06-30 Name: Hofkapelle GstNr.: .538 Hofkapelle am Almsee                                                                         |
| ja   | Datei hochladen | Aufnahmsgebäude Grünau im Almtal, Lokschuppen und Gütermagazin HERIS-ID: 45896 Objekt-ID: 47419 | Bahnhofstraße 2 Standort KG: Grünau          | Die Gebäude stammen aus der Erbauungszeit der Strecke, die 1901 eröffnet wurde. | BDA-Hist.: Q38018046 Status: Bescheid Stand der BDA-Liste: 2025-06-30 Name: Aufnahmsgebäude Grünau im Almtal, Lokschuppen und Gütermagazin GstNr.: .676, .677, .678 Bahnhof Grünau im Almtal |
| ja   | Datei hochladen | Kath. Pfarrkirche hl. Jakobus der Ältere und Friedhof HERIS-ID: 52162 Objekt-ID: 58489          | gegenüber Kirchenplatz 1 Standort KG: Grünau | Die Pfarrkirche Hl. Jakobus der Ältere wurde erstmals 1160 urkundlich erwähnt. Die heutige Kirche stammt aus den Jahren 1695 bis 1709, Baumeister war Balthasar Schosser. Der Sakralbau ist als einschiffiges, dreijochiges Langhaus ausgeführt, der Chor besitzt einen 3/8-Schluss. Der Hochaltar von 1616–1618 war ursprünglich in Kremsmünster und steht seit 1712 in Grünau. | BDA-Hist.: Q21857937 Status: § 2a Stand der BDA-Liste: 2025-06-30 Name: Kath. Pfarrkirche hl. Jakobus der Ältere und Friedhof GstNr.: .351, 1449 Pfarrkirche Grünau im Almtal                |
| ja   | Datei hochladen | Pfarrhof HERIS-ID: 89692 Objekt-ID: 104342                                                      | Kirchenplatz 3 Standort KG: Grünau           | Ab 1694 begannen die Bautätigkeiten sowohl für die Pfarrkirche als auch den Pfarrhof unter der Bauleitung von P. Balthasar Schesser. Im Jahre 2006 wurde der Pfarrhof renoviert. | BDA-Hist.: Q37742417 Status: § 2a Stand der BDA-Liste: 2025-06-30 Name: Pfarrhof GstNr.: .348 Pfarrhof Grünau im Almtal                                                                      |
| ja   | Datei hochladen | Pest- /Dreifaltigkeitssäule HERIS-ID: 90087 Objekt-ID: 104763                                   | gegenüber Kirchenplatz 3 Standort KG: Grünau | | BDA-Hist.: Q37744844 Status: § 2a Stand der BDA-Liste: 2025-06-30 Name: Pest- /Dreifaltigkeitssäule GstNr.: 1453/1                                                                           |
| ja   | Datei hochladen | Jakobsbrunnenkapelle HERIS-ID: 90075 Objekt-ID: 104751                                          | bei Kramesbergstraße 5 Standort KG: Grünau   | Die zweijochige Kapelle mit 3/8-Schluss stammt aus der Mitte des 17. Jahrhunderts. Am Altar befand sich früher eine gotische Pietà aus Holz aus dem Ende des 15. Jahrhunderts. Heute (2015) steht hier eine Madonna mit Kind. | BDA-Hist.: Q37744762 Status: § 2a Stand der BDA-Liste: 2025-06-30 Name: Jakobsbrunnenkapelle GstNr.: .233                                                                                    |
| ja   | Datei hochladen | Klause HERIS-ID: 95429 Objekt-ID: 110784                                                        | Standort KG: Grünau                          | | BDA-Hist.: Q37766264 Status: § 2a Stand der BDA-Liste: 2025-06-30 Name: Klause GstNr.: 5560                                                                                                  |